# Hrabstwo Pershing

Piramida wieku hrabstwa

Hrabstwo Pershing znajduje się w północno-zachodniej części stanu Nevada. W roku 2000 liczba ludności wynosiła 6 693. Stolicą jest Lovelock.

## Historia
Nazwane na cześć generała Johna Pershinga. Powstało poprzez sececję z hrabstwa Humboldt w 1919 roku i jest ostatnim, z kolei, hrabstwem Nevady.

## Geografia
Całkowita powierzchnia wynosi 15 715 km² (6068 mil²), z czego 15 635 km² (6037 mil²) stanowi ląd, a 80 km² (31 mil²) (0,51%) woda.

### Miasta
- Lovelock

### CDP
- Grass Valley
- Humboldt River Ranch
- Imlay

### Wymarłe miasta
- Unionville

### Sąsiednie hrabstwa
- Hrabstwo Washoe – zachód
- Hrabstwo Humboldt – północ
- Hrabstwo Lander – wschód
- Hrabstwo Churchill – południe